# Tomokazu Sugimoto
Tomokazu Sugimoto  (jap. 杉本 智和, Sugimoto Tomokazu; * 6. November 1968 in Funabashi, Präfektur Chiba) ist ein japanischer Jazzmusiker (Kontrabass).
Tomokazu Sugimoto spielte Mitte der 1990er-Jahre mit Masahiko Osaka, mit dem 1996 erste Aufnahmen entstanden (Black Box). In den folgenden Jahren arbeitete er u. a. mit Chie Ayado, Masabumi Kikuchi (On the Move, 2001), Yoshiro Okazaki, Kei Akagi und Hakuei Kim. Im Bereich des Jazz war er zwischen 1996 und 2011 an elf Aufnahmesessions beteiligt, zuletzt mit Kohsuke Mine (With Your Soul). In den 2010er-Jahren spielte er weiterhin im Tamaya Honda Bass Voodoo Trio und im Duo mit dem Pianisten Yoshichika Tarue (Rain Man's Story, 2012).